# Cuera tamaulipeca

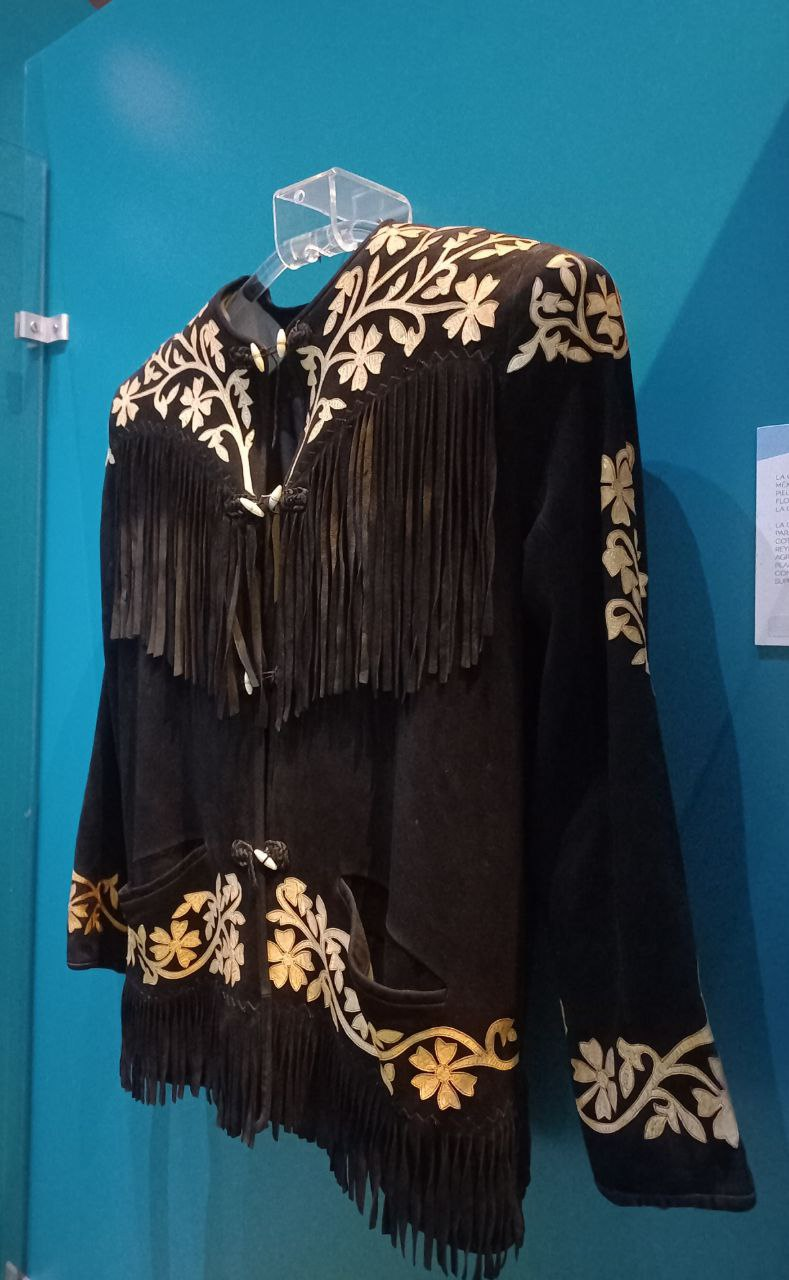
Cuera tamaulipeca

La cuera tamaulipeca es el traje típico que representa al estado de Tamaulipas en México. Esta prenda es originaria de Ciudad Tula. 
Se elabora a partir de piel de becerro o gamuza de venado, con grabados en piel de color blanco y flores; los adornos incluyen flecos largos en mangas, espalda, frente y orilla de la cuera. Con frecuencia tiene el escudo del estado en la espalda.

## Historia
La cuera desciende de un traje llamado cotón que era utilizado por los vaqueros para protegerse de las ramas y espinas. El clima seco y frío de Tula favorecía el uso cotidiano de este tipo de prendas. La primera cuera fue elaborada por Don Rosalio Reyna Ortega, por encargo del general revolucionario Alberto Carrera Torres, mientras Rosalio Reyna y su familia se refugiaban en la sierra ya que eran los tiempos de la revolución mexicana. En este primer modelo se agregaron más barbas al cotón y se añadieron los dibujos que representan las plantas y flores del campo.
Con el tiempo el atuendo se popularizó como parte de la identidad tamaulipeca. Durante el gobierno de Norberto Treviño Zapata se adoptó como traje regional. Debido al carácter masculino de la prenda, en ese periodo se realizó un concurso para el diseño de un atuendo femenino consistente en chamarra y falda. La elaboración es completamente artesanal y su elaboración tarda varios días. La piel se curte y típicamente se le da una tonalidad chedrón o beige. Los dibujos se elaboran con plantillas y se pegan y cosen a la chamarra. Actualmente se le considera como una prenda de gala para uso en fiestas o eventos especiales.
En 2001 en la Ciudad de Tula se inauguró la cuera taumaulipeca monumental más grande del mundo.

## La cuera tamaulipeca en el cine
En varias películas los personajes portan cueras tamaulipecas. Entre los ejemplos más antiguos están Vámonos con Pancho Villa (1935), Los de abajo (1940), Jesusita en Chihuahua (1942) y Si Adelita se fuera con otro (1948). Eulalio González, El Piporro, solía utilizar esta prenda en sus apariciones en el cine y el espectáculo. Pedro Infante también lució una prenda inspirada en la cuera en la película Los tres huastecos.

## La cuera tamaulipeca en la música
Varios cantantes de música norteña mexicana y huapango también utilizan con frecuencia la cuera como parte de su vestimenta. Adicionalmente, varias canciones hacen referencia al "cuerudo", es decir, al vaquero que utiliza la cuera. Como ejemplo está la canción "El cuerudo tamaulipeco" que es la canción representativa del estado de Tamaulipas.